# Sablan
Sablan est une municipalité de la province de Benguet.
Elle compte 8 barangays :
- Bagong
- Balluay
- Banangan
- Banengbeng
- Bayabas
- Kamog
- Pappa
- Poblacion